# Labidochromis gigas
Labidochromis gigas är en fiskart som beskrevs av Lewis 1982. Labidochromis gigas ingår i släktet Labidochromis och familjen Cichlidae. IUCN kategoriserar arten globalt som sårbar. Inga underarter finns listade i Catalogue of Life.